# بوب مايو
بوب مايو (بالإنجليزية: Bob Mayo)‏ هو موسيقي أمريكي، ولد في 25 أغسطس 1951 في نيويورك في الولايات المتحدة، وتوفي في 23 فبراير 2004 في بازل في سويسرا بسبب نوبة قلبية.

## وصلات خارجية
- بوب مايو على موقع IMDb (الإنجليزية)
- بوب مايو على موقع ميوزك برينز (الإنجليزية)
- بوب مايو على موقع أول ميوزيك (الإنجليزية)
- بوب مايو على موقع أول ميوزيك (الإنجليزية)
- بوب مايو على موقع ديسكوغز (الإنجليزية)
- الموقع الرسمي